# Casa Barelli
La Casa Barelli è un edificio storico di Milano situato in corso Venezia al civico. 7.

## Storia
Il palazzo venne eretto nel 1907 secondo il progetto dell'architetto Cesare Mazzocchi.

## Descrizione
L'edificio, elevato su cinque livelli, sorge lungo il signorile corso Venezia a brevissima distanza da piazza San Babila. La facciata, caratterizzata da uno spiccato asimmetrismo, presenta eleganti decorazioni liberty e sono contraddistinte da elementi in ferro. Questo materiale predomina nei primi due livelli conferendo un netto taglio orizzontale, ma si ritrova nei pilastri delle finestrature del secondo e terzo piano, nonché nelle balaustre dei diversi balconi.